# Bongolava
Bongolava ist eine von 22 Regionen (Faritra) Madagaskars im Mittleren Westen der Insel. 2014 lebten ca. 470.000 Einwohner in der Region. Die 22 Regionen Madagaskars wurden im Juni 2004 gegründet. Am 4. April 2007 ließ Marc Ravalomanana ein Referendum über eine Änderung der Verfassung abhalten, das eine neue Verwaltungsgliederung ohne Provinzen ab Oktober 2009 festlegte. Somit wurden die Regionen erste administrative Verwaltungseinheit.

## Geografie
Bongolava liegt im zentralen Hochland Madagaskars und hat eine Fläche von 17.983 km², wovon 88,9 % Savannenartig sind (hauptsächlich bedeckt mit Süßgräser). 5,9 % sind mit Wäldern und 0,5 % mit Gewässern bedeckt. Die Region bildet den östlichen Teil der ehemaligen Provinz Antananarivo und grenzt im Norden an Betsiboka, im Osten an Analamanga und Itasy, im Süden an Vakinankaratra, im Westen an Menabe sowie im Nordwesten an Melaky.
Die Flüsse Mahavavy du Sud, Mahajilo und Manambolo fließen durch Bongolava.

## Wirtschaft und Infrastruktur
Trotz der überwiegend ferralitischen Böden werden Mais und Maniok angebaut.
Ende Oktober 2017 wurden bei Belobaka, im Osten von Bongolava, 720 Solarmodule von der United States Agency for International Development (USAID) im Rahmen des Programms Power Africa in Betrieb genommen. Die 63 Millionen US-Dollar teure Anlage verfügt über 315 kWh Speicherkapazität und kann mehrere Gemeinden drei Tage lang per Akkubetrieb mit Strom versorgen. Die Anlage ist eine von insgesamt 100 Anlagen die in ganz Madagaskar installiert werden sollen.

### Verkehr
Die Nationalstraße 1 kommt aus östlicher Richtung von Antananarivo und mündet bei Tsiroanomandidy in die Nationalstraße 1b. Die Nationalstraße 1b verläuft aus südöstlicher Richtung über Tsiroanomandidy nach Nordwesten Richtung Maintirano.

## Verwaltungsgliederung
Die Region Bongolava ist in zwei Distrikte (Fivondronana) aufgeteilt:
- Fenoarivobe
- Tsiroanomandidy